# Rufino Laiseca Oronoz
Rufino Laiseca Oronoz (Bilbao, 22 de desembre de 1872 - Mèxic, 14 d'octubre de 1944) fou un dirigent socialista basc.
Treballà com a tipògraf de La Voz de Vizcaya i milità en el PSOE com el seu germà Julián, però mentre que el seu germà ho va fer en el sector de Facundo Perezagua, ell ho va fer en el d'Indalecio Prieto. Va prendre part en la Conjunció Republicano-Socialista amb els republicans i va participar com negociador en la vaga de 1910 per a reduir la jornada laboral. A les eleccions municipals de 1903 es presentà per primer cop com a candidat socialista a l'ajuntament de Bilbao, entrant al consistori com a regidor el 1909. El 1920 fou escollit alcalde socialista de Bilbao i es destacà en la seva intervenció com a mediador en els conflictes laborals del port i molls de Bilbao i defensant l'autonomia municipal davant els foralistes. El 27 de maig de 1922 fou destituït com a alcalde per una ordre ministerial en aplicació de la Llei Municipal de 1877.
A les eleccions municipals del 12 d'abril de 1931 va sortir escollit regidor de Bilbao pel districte d'Atxuri passant després a ser designat president de la Comissió Gestora de Biscaia, càrrec que va ocupar fins al seu cessament el 10 d'octubre de 1933. També va ser designat president de la Junta de Patronat de la Caja de Ahorros de Vizcaya fins a juny de 1937. Va representar Biscaia en la Comissió dels 18 constituïda en l'Assemblea de Municipis Bascos celebrada a Vitòria el 6 d'agost de 1933 per a elaborar l'Estatut Basco-Navarrès, que finalment no fou aprovat. El 28 de febrer de 1935 fou nomenat secretari de l'Agrupació Socialista de Bilbao.
Quan va esclatar la guerra civil espanyola fou president del Comitè Central Socialista d'Euskadi i el 1937, juntament amb Miguel Amilibia Matximbarrena va intentar posar les bases del futur Partit Socialista d'Euskadi, autònom del PSOE. En acabar la guerra va marxar a França. El 14 d'abril de 1942 va marxar de Marsella a Casablanca en l'últim viatge organitzat per la Junta d'Auxili als Republicans Espanyols. D'allí agafà el vaixell Nyassa juntament amb altres socialistes com Antonio Atienza de la Rosa, Vicente Lacambra Serena i Santiago Pérez Infante i arribà a Veracruz el 22 de maig. En aquesta república va ser president de l'Agrupació Socialista Espanyola, del Cercle Cultural Pablo Iglesias i el junt de 1943 participà en l'assemblea on s'aprovà trencar relacions amb el Govern d'Euzkadi i expulsar del partit Santiago Aznar Sarachaga.